# Evangelio de la infancia de Tomás

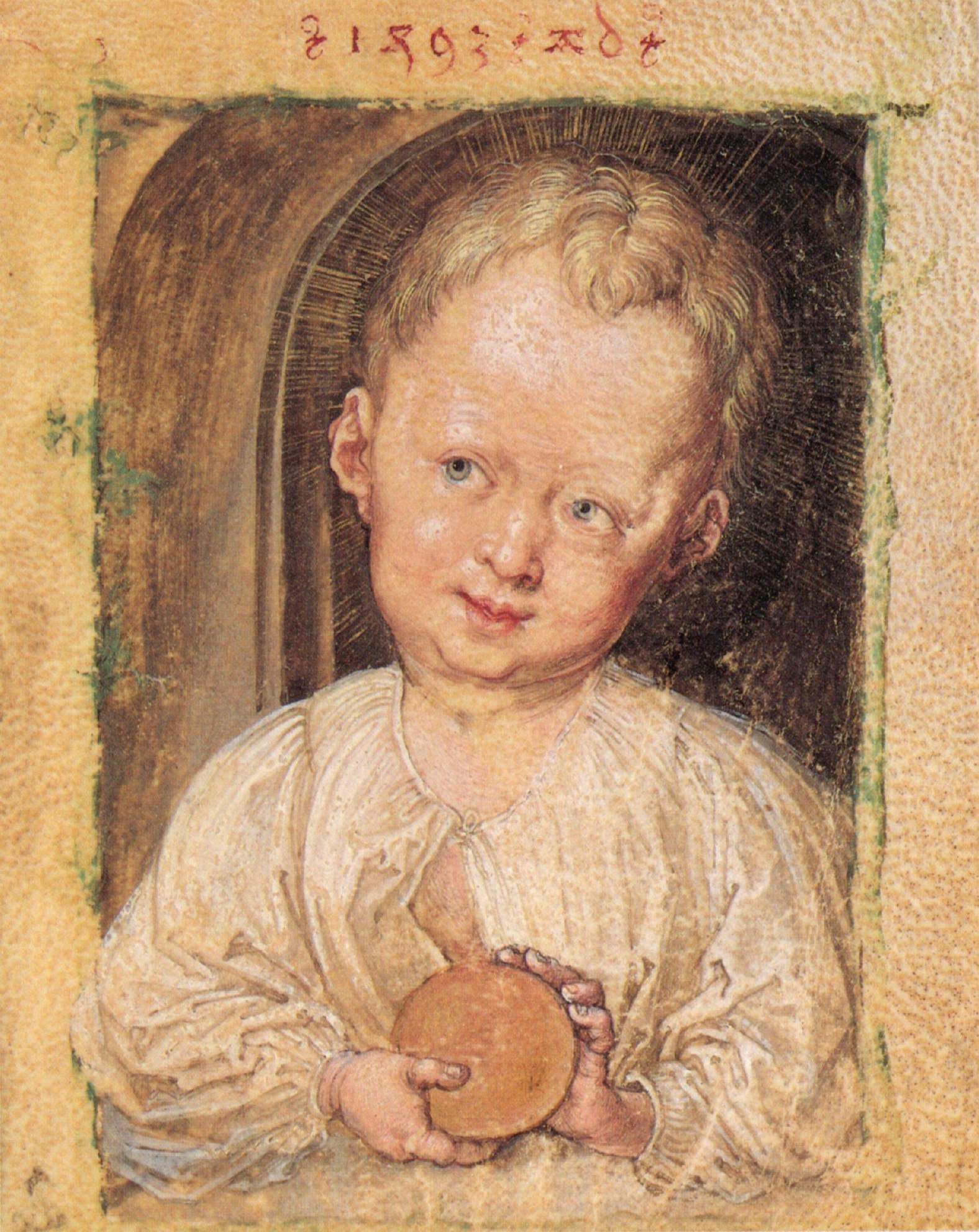
Niño Jesús con globo terráqueo de Alberto Durero

El Evangelio de la infancia de Tomás también Evangelio del Pseudo Tomás es un evangelio apócrifo acerca de la infancia de Jesús que data a una fecha anterior al siglo V. Es parte de un género popular de trabajo bíblico, escrito para satisfacer el deseo de antiguos cristianos de conocer más historias y anécdotas milagrosas de Jesús, además de las mencionadas en el Evangelio de Lucas. Algunas referencias de Hipólito de Roma y de Orígenes de Alejandría a un Evangelio de Tomás seguramente se refieren a este evangelio y no al Evangelio de Tomás con el que usualmente se confunde.

## Autor
El Evangelio de la infancia de Tomás es un escrito atribuido a «Tomás, el israelita» (en una versión medieval en latín). Es poco probable que Tomás el Apóstol, que aparece en la Biblia, haya estado relacionado con el escrito, aunque algunos estudiosos creen que fue un gentil. Quien quiera que sea el autor, no demuestra mucho conocimiento de la vida judía aparte de lo que puede aprender del Evangelio de Lucas, al cual aparentemente hace referencia en el capítulo 19.

## Fecha
La primera cita posible del texto es de Ireneo de Lyon, circa 185, lo cual establece una posible fecha de autoría. La fecha más temprana posible es en los 80 d. C., cuando fue escrito el evangelio de Lucas. El autor del Evangelio de la infancia tomó de éste la historia de Jesús en el templo a los 12 años (véase Infancia 19:1-12 y Lucas 2:41-52). Los estudiosos generalmente están de acuerdo en una fecha a mitad o a finales del siglo II d. C., ya que hay dos documentos secundarios, Epistula Apostolorum y Contra las Herejías de Ireneo, que hacen referencia a una historia del tutor de Jesús diciéndole, «Di beta», y el respondiendo, «Primero dime el significado de alfa». Se cree que hubo un período de transmisión oral del texto, ya sea completo o como historias diferentes, antes de que fuera redactado y transcrito, por lo que es enteramente posible que tanto estos textos como el Evangelio de la infancia de Tomás se refieran a las versiones orales de la historia.

## Manuscrito
Los estudiosos no se ponen de acuerdo en el lenguaje original del Evangelio de la infancia de Tomás, que puede ser griego o sirio, basándose en el hallazgo o falta de malas traducciones del vocabulario griego o sirio. Los pocos manuscritos que han sobrevivido no ofrecen evidencia en ellos, ya que ninguno data de antes del siglo XIII (a excepción de un breve fragmento del siglo IV), mientras que el editor y traductor Montague Rhodes James sostiene que las versiones más antiguas usan una versión abreviada del sirio del siglo VI, y un palimpsesto en latín en Viena del siglo V o VI, el cual nunca ha sido descifrado en su totalidad. Hay gran cantidad de manuscritos, traducciones, versiones cortas, alternas y paralelas, sin analizar que James encontró que previenen el determinar cuál texto es cual. Esta cantidad de textos y versiones refleja la gran popularidad del escrito hasta la plena Edad Media.

## Contenido
El texto describe la vida del niño Jesús, usando eventos sobrenaturales. Se dice que trata de enseñarle al maestro, quien sospecha de sus orígenes sobrenaturales. También se relata que Jesús resucita a un amigo que muere al caer de un tejado, y sana a otro cuyo pie había sido cortado con un hacha.
Luego de varias demostraciones de habilidades sobrenaturales, nuevos maestros tratan de enseñar a Jesús, pero él procede a explicarles la Ley. Hay otro grupo de milagros en los que Jesús sana a un niño que había sido mordido por una serpiente, y otros dos que mueren de causas diferentes. Finalmente, el texto recuenta el episodio en Lucas en que Jesús, ya de 12 años, enseña en el templo.

### Español
- El evangelio de Santo Tomás
- Libros Apócrifos - Evangelio de Tomás
- El Evangelio de Tomás o los años perdidos de Jesús

### Inglés
- Early Christian Writings: Infancy Gospel of Thomas
- Gnostic Society Library: Infancy Gospel of Thomas introduction and translations by M.R. James, 1924

- Datos: Q210709